# Muppadighatta, Dod Ballapur
Muppadighatta là một làng thuộc tehsil Dod Ballapur, huyện Bangalore Rural, bang Karnataka, Ấn Độ.